# CD FILE 荻野目洋子 VOL.2
『CD FILE 荻野目洋子 VOL.2』 （シーディ・ファイル おぎのめようこ ヴォリューム・ツー）は、1987年12月16日に発売された荻野目洋子のベスト・アルバム。

## 解説
- 荻野目洋子の6枚目から10枚目までのシングルA・B面曲を収録したベスト・アルバム「CD FILE」の2枚目。[1]「CD FILE」の1枚目「CD FILE VOL.1」と同時発売。

## 収録曲
1. 心のままに〜I'm just a lady〜
作詞・作曲：あらい舞　編曲：萩田光雄
  - 6枚目のシングルA面曲。
2. スイート・ヴァケーション
作詞：秋元康　作曲・編曲：中崎英也
  - 「心のままに〜I'm just a lady〜」のB面曲。
3. ダンシング・ヒーロー (Eat You Up)
作詞・作曲：A.Kyte / T.Baker　訳詞：篠原仁志　編曲：馬飼野康二
  - 7枚目のシングルA面曲。
4. ぜんまいじかけの水曜日
作詞：秋元康　作曲：松尾一彦　編曲：萩田光雄
  - 「ダンシング・ヒーロー (Eat You Up)」のB面曲。
5. フラミンゴ in パラダイス
作詞：売野雅勇　作曲：NOBODY　編曲：船山基紀
  - 8枚目のシングルA面曲。
6. スロープに天気雨
作詞：麻生圭子　作曲・編曲：高中正義
  - 「フラミンゴ in パラダイス」のB面曲。
7. Dance Beatは夜明けまで
作詞：森浩美　作曲：NOBODY　編曲：西平彰
  - 9枚目のシングルA面曲。
8. ベルベットの悪戯
作詞：川村真澄　作曲・編曲：渡辺博也
  - 「Dance Beatは夜明けまで」のB面曲。
9. 六本木純情派
作詞：売野雅勇　作曲：吉実明宏　編曲：新川博
  - 10枚目のシングルA面曲。
10. ロマンティック・オデッセイ
作詞：森浩美　作曲・編曲：伊藤銀次
  - 「六本木純情派」のB面曲。